# الحرس القومي
الحرس القومي مليشيا تابعة لحزب البعث في العراق شكلها عام 1963 بعد انقلاب 8 شباط 1963 التي قادها حزب البعث وقد وفر لها غطاءً قانونيا، بإصداره قانون الحرس القومي رقم (35) لسنة 1963 بتاريخ 18- 5- 1963. باعتباره على رأس السلطة. وكان لهذه المليشيا دور كبير في التحكم في الشارع العراقي وممارساتها التسلطية التي أثارت السخط في المجتمع العراقي، وكانت ذريعة الرئيس عبد السلام عارف في إزاحة حزب البعث من السلطة في حركة 18 تشرين الثاني 1963 .

## دواعي التشكيل
ايجاد تشكيلة شبه عسكرية خاصة بحزب البعث كبداية للهيمنة على الشارع العراقي والمؤسسة العسكرية إذ لم يكن لحزب البعث العربي الاشتراكي نفوذ مؤثر في صفوف الجيش العراقي لاسيما بين الجنود وضباط الصف وكانت فقط هناك مجموعة من الضباط البعثيين المعروفين امثال صالح مهدي عماش وحردان عبد الغفار التكريتي وعبد الكريم مصطفى نصرت ومنذر الونداوي إلى جانب أحمد حسن البكر كأقدم ضابط بعثي وعدد من صغار الضباط، بينما كان الضباط القوميون بمختلف الفصائل القومية بقيادة عبد السلام محمد عارف يشكلون الاكثرية عند القيام بالانقلاب ويهيمنون على القطعات المهمة في الجيش العراقي والاجهزة الامنية العراقية، 
وشُكّل الحرس القومي على غرار المقاومة الشعبية مليشيا الحزب الشيوعي العراقي سابقا في عهد عبد الكريم قاسم باسم حماية الثورة.

### مهماتها حسب القانون
تنص المادة (2) من قانون الحرس القومي رقم (35) لسنة 1963، على أن الحرس القومي قوات شعبية منظمة ومدربة على استعمال السلاح قوامها الشعب المؤمن بحقه في الحياة الحرة الكريمة، وواجبها:
أ – حماية الانطلاقة العربية في العراق وتثبيت طريقها الثوري التقدمي.
ب – معاونة القوات المسلحة في الدفاع المدني والدفاع عن البلاد في حالة الحرب أو وقوع اعتداء خارجي.
جـ – المساهمة في حفظ الأمن الداخلي.
د – المساهمة في مهمات الخدمة العامة وحملات الاعمار والبناء الاقتصادي والاجتماعي.
هـ – القيام بالمهام التي يوكلها اليه المرجع المختص أو من يخوله.

## تركيبة المليشيا
اوعز حزب البعث إلى منتسبيه جميعا للانخراط في الحرس القومي وفتح الحرس القومي ابوابه على مصاريعها لقبول طلبات المنضمين اليه وسارع العاطلون عن العمل والوصوليون والانتهازيون وحتى الشيوعيون النابذون المنهارون للانضمام إلى تشكيلات الحرس القومي. 
بينما تتألف قوات الحرس القومي حسب المادة (3) من القانون من:
أ – المتطوعين العراقيين.
ب – الجنود وضباط الصف ونواب الضباط والضباط الاحتياط (في غير حالة النفير) غير المستخدمين في الجيش.
ج – المتطوعين من الاقطار العربية بناء على موافقة رئاسة أركان الجيش.
د – العسكريين المنسبين من الجيش للعمل في الحرس القومي بموافقة رئاسة أركان الجيش وبطلب من قيادة الحرس القومي.

## الممارسات
أثارت ممارسات الحرس القومي استياء المواطنين لما كان يقوم به أفراد هذه المليشيا من أعمال السرقات والاعتداءات والابتزازات بحق المواطنين والقيام بالاعتقالات الكيفية وفتح سجون خاصة بهم وتشكيل محاكم غير قانونية وممارسة ابشع صنوف التعذيب واعدام مواطنين ابرياء، حتى غدا الحرس القومي جيشا جرارا ينافس الجيش العراقي ويسطو على الاسلحة المتوسطة وذخائرها ويمارس الاعتداء على منتسبي القوات المسلحة من ضباط وافراد واهانتهم امام اسرهم واصدقائهم، وكان ينتشر أفراد الحرس القومي في الساحات العامة وتقاطع الطرق.
وقد قام أعضاء مليشيا الحرس القومي بالانتقام من الشيوعيين من أعضاء مليشيا المقاومة الشعبية ممن اسهموا بالحكم مع رئيس الوزراء الاسبق عبد الكريم قاسم، والتنكيل بهم بالاعتقال والإهانة واختلط معهم بعض الضحايا من المواطنين الابرياء.

## نهاية هذه المليشيا
كان رئيس الجمهورية والقائد العام للقوات المسلحة المشير عبد السلام عارف يراقب باهتمام كبير ممارسات الحرس القومي فأصدر أوامره إلى قادة الجيش للقضاء على الحرس القومي، وكان ضباط الجيش الذين كانوا يشكون من تصرفات وممارسات هذا الحرس متلهفين للتخلص من ميليشيات الحرس القومي وسيطرت قطعات من الجيش تساندها بعض الدبابات والاليات المدرعة مساء يوم 17 تشرين الثاني 1963 على المقر العام للحرس ودارت المعارك حتى عصر يوم 18 تشرين الثاني 1963 وتمكن الجيش من القضاء على الحرس القومي واعتقال معظم قادة حزب البعث وعلى رأسهم رئيس الوزراء احمد حسن البكر وانتهى عهد حزب البعث وتشتت تنظيماته واصدر عبد السلام عارف صبيحة 18 تشرين الثاني (نوفمبر) بيانا يبشر العراقيين بالقضاء على حزب البعث وحل الحرس القومي الذي وصفه عارف بالحرس اللاقومي.